# Liste der Kulturgüter in Oberägeri
Die Liste der Kulturgüter in Oberägeri enthält alle Objekte in der Gemeinde Oberägeri im Kanton Zug, die gemäss der Haager Konvention zum Schutz von Kulturgut bei bewaffneten Konflikten, dem Bundesgesetz vom 20. Juni 2014 über den Schutz der Kulturgüter bei bewaffneten Konflikten sowie der Verordnung vom 29. Oktober 2014 über den Schutz der Kulturgüter bei bewaffneten Konflikten unter Schutz stehen.
Objekte der Kategorie A sind im Gemeindegebiet nicht ausgewiesen, Objekte der Kategorie B sind vollständig in der Liste enthalten, Objekte der Kategorie C fehlen zurzeit (Stand: 1. Juli 2023). Unter übrige Baudenkmäler sind zusätzliche Objekte zu finden, die gemäss Angaben des kantonalen Denkmalschutzes als geschützte Denkmäler eingestuft wurden und nicht bereits in der Liste der Kulturgüter enthalten sind.

## Kulturgüter
| Foto | | Objekt                                                            | Kat. | Typ | Standort                                        | Beschreibung |
| ---- | --- | ----------------------------------------------------------------- | ---- | --- | ----------------------------------------------- | ------------ |
| BW   | Datei hochladen                                                                                          | Wohnhaus Meierhofer KGS-Nr.: 16403                                | A    | G   | Wohnhaus Meierhofer 688199 / 221482             |              |
| BW   | Datei hochladen · Wikidata zu Bauernhaus Kirchmatt (Q29931141)                                           | Bauernhaus Kirchmatt KGS-Nr.: 07287                               | B    | G   | Kirchmattweg 1 689380 / 220969                  |              |
| ja   | Datei hochladen · Wikidata zu Bauernhaus Obere Chrützbuech (Q29931167)                                   | Bauernhaus Obere Chrützbuech KGS-Nr.: 07288                       | B    | G   | Oberkreuzbuche 1 690364 / 220823                |              |
| ja   | Datei hochladen · Wikidata zu Ehemaliges Pfrundhaus (Q29931196)                                          | Ehemaliges Pfrundhaus KGS-Nr.: 07289                              | B    | G   | Hauptstrasse 7 689157 / 221065                  |              |
| ja   | Datei hochladen · Wikidata zu Kirche St. Vit (Q29931221)                                                 | Kirche St. Vit KGS-Nr.: 07290                                     | B    | G   | Morgarten, Hauptseestrasse 93.1 691403 / 218484 |              |
| ja   | Datei hochladen · Wikidata zu Katholische Kirche St. Peter und Paul mit Beinhaus St. Michael (Q29931249) | Kirche St. Peter und Paul mit Beinhaus St. Michael KGS-Nr.: 07291 | B    | G   | Morgartenstrasse 689211 / 221076                |              |
| ja   | Datei hochladen · Wikidata zu Kapelle St. Jost und Einsiedelei (Q29931248)                               | Kapelle St. Jost und Einsiedelei KGS-Nr.: 07292                   | B    | G   | Alosen, St. Jost 1.3 692999 / 221019            |              |
| ja   | Datei hochladen · Wikidata zu Schlachtdenkmal Morgarten (Q29931252)                                      | Schlachtdenkmal Morgarten KGS-Nr.: 07293                          | B    | K   | Morgarten, Hauptseestrasse 691371 / 218023      |              |
| BW   | Datei hochladen · Wikidata zu Seematt, Frühmittelalterliches Gräberfeld (Q29931254)                      | Seematt, frühmittelalterliches Gräberfeld KGS-Nr.: 07294          | B    | F   | 689121 / 221030                                 |              |
| ja   | Datei hochladen · Wikidata zu Zurlaubenhaus (Q29931256)                                                  | Zurlaubenhaus KGS-Nr.: 07295                                      | B    | G   | Mitteldorfstrasse 2 689101 / 221157             |              |

## Übrige Baudenkmäler
| ID    | Foto |                 | Objekt                                  | Typ | Standort                                       | Beschreibung |
| ----- | ---- | --------------- | --------------------------------------- | --- | ---------------------------------------------- | ------------ |
| 23a   | BW   | Datei hochladen | Wohnhaus                                | G   | Morgarten, Hauptseestrasse 121 691349 / 218151 |              |
| 34a   | BW   | Datei hochladen | Wohnhaus / Bauernhaus                   | G   | Oberbühl 690966 / 219709                       |              |
| 35a   | BW   | Datei hochladen | Wohnhaus / Bauernhaus                   | G   | Morgarten, Hauptseestrasse 1 690787 / 220088   |              |
| 48a   | BW   | Datei hochladen | Wohnhaus / Bauernhaus                   | G   | Waldschlag 691522 / 220669                     |              |
| 58a   | BW   | Datei hochladen | Wohnhaus                                | G   | Alosen, Birchliweg 690513 / 221609             |              |
| 59a   | BW   | Datei hochladen | Wohnhaus / Bauernhaus                   | G   | Alosen, Bühl 690374 / 221563                   |              |
| 60a   | BW   | Datei hochladen | Wohnhaus / Bauernhaus                   | G   | Im Grod 2 690436 / 221173                      |              |
| 74a   | BW   | Datei hochladen | Wohnhaus                                | G   | Schwerzelweg 2 689308 / 221236                 |              |
| 75h   | BW   | Datei hochladen | Kapelle Bättenbüel (ehem. St. Wendelin) | G   | Gulmstrasse 26 689718 / 221065                 |              |
| 78    | BW   | Datei hochladen | Wegkreuz                                | K   | Mitteldorfstrasse 688767 / 221359              |              |
| 87d   | BW   | Datei hochladen | Nothelferkapelle                        | G   | Gulmstrasse 8 689381 / 221087                  |              |
| 110a  | BW   | Datei hochladen | Gasthaus «Rössli»                       | G   | Mitteldorfstrasse 1 689088 / 221139            |              |
| 178a  | BW   | Datei hochladen | Wohnhaus / Bauernhaus mit Betriebsteil  | G   | Althaus 690082 / 221990                        |              |
| 354a  | BW   | Datei hochladen | Kapelle St. Nikolaus                    | G   | Langenegg 692565 / 222950                      |              |
| 545   | BW   | Datei hochladen | Kapelle St. Jakob                       | G   | Kranzboden 690200 / 221133                     |              |
| 980a  | ja   | Datei hochladen | Kapelle St. Peter und Paul              | G   | Kasparsmatt 2.2 689593 / 221964                |              |
| 1033a | BW   | Datei hochladen | Wegkapelle Maienmatt                    | K   | Tannstrasse 689186 / 222218                    |              |
| 1104a | BW   | Datei hochladen | Wohnhaus / Bauernhaus mit Anbau         | G   | Alosen, Birchliweg 2 690602 / 221678           |              |
| 1254a | BW   | Datei hochladen | Wohnhaus / Bauernhaus                   | G   | Eggstrasse 31 689118 / 221713                  |              |

Legende: Siehe Legende der Liste der Kulturgüter von nationaler und regionaler Bedeutung. Anstelle der KGS-Nummer wird als Objekt-Identifikator (ID) die Versicherungsnummer des entsprechenden Objekts angegeben. Diese enthält einen Buchstaben am Ende. In wenigen Fällen stehen auch Nummern ohne Buchstaben; dann bezeichnen sie die Grundstücksnummer.